# Doug Roth
Douglas Keith Roth (* 24. August 1967 in Knoxville (Tennessee)) ist ein ehemaliger US-amerikanischer Basketballspieler.

## Laufbahn
Roth, der auf dem rechten Auge fast blind ist, spielte als Jugendlicher zunächst an der Karns High School in Knoxville und von 1985 bis 1989 an der University of Tennessee. Bezogen auf seine statistische Ausbeute war dort die Saison 1988/89 seine beste, als der 2,11 Meter große Innenspieler je Begegnung im Durchschnitt 9,9 Punkte sowie 8,1 Rebounds und zwei Blocks erreichte. Roth wurde in der zweiten Runde (41. Stelle) des Draftverfahrens der Profiliga NBA von den Washington Bullets aufgerufen. Er stand während der NBA-Spielzeit 1989/90 in 22 Partien für die Hauptstädter auf dem Feld und erzielte im Durchschnitt 1,9 Punkte sowie 2,9 Rebounds je Begegnung.
Im Spieljahr 1990/91 bestritt Roth sieben Spiele (1,1 Punkte, 3,3 Rebounds/Spiel) für die Pensacola Tornados in der US-Liga Continental Basketball Association (CBA). 1991/92 stand er bei den Louisville Shooters in einer weiteren US-Liga, der GBA, unter Vertrag. Von 1992 bis 1994 spielte Roth in Deutschland beim Bundesligisten MTV Gießen. Er bestritt 64 Einsätze für den MTV (13,7 Punkte/Spiel). Ende Januar 1994 führte ein Streit zwischen Roth und Gießens Trainer Hannes Neumann über eine Auswechslung dazu, dass Neumann von seinem Amt zurücktrat.